# Harry Connick Jr.
Harry Connick Jr., nom amb què es coneix Joseph Harry Fowler Connick Jr. (Nova Orleans, Louisiana, 11 de setembre de 1967) és un cantant, compositor, actor i presentador de televisió estatunidenc, guanyador de tres premis Grammy i tres Emmy. Ha venut més de 28 milions d'àlbums a nivell mundial, i es troba en la llista de la Recording Industry Association of America dels 60 artistes masculins que més venen dels Estats Units. Ha tingut set àlbums en el top 20 dels EUA i deu àlbums de jazz números u als EUA, aconseguint obtenir més àlbums números u a les llistes de jazz dels EUA que cap altre artista de la història.
Connick va iniciar la seva carrera com a actor fent d'artiller en la pel·lícula Memphis Belle (1990) per continuar amb un paper a El petit Tate (1991). Posteriorment va interpretar un assassí en sèrie a Copycat (1995), abans de fer de pilot de combat a Independence Day (1996). El seu primer paper protagonista va ser a Hope Floats (1998) amb Sandra Bullock, i més endavant va aparèixer en el thriller Basic (2003), la pel·lícula de terror psicològic Bug (2006) i en dues comèdies romàntiques, P.S. I Love You (2007) amb Hilary Swank. i Executiva amb problemes (2009) amb Renée Zellweger.

## Discografia
| Any         | Títol                                                | Tipus                         | Notes                            |
| ----------- | ---------------------------------------------------- | ----------------------------- | -------------------------------- |
| 1977        | Dixieland Plus                                       | àlbum d'estudi (instrumental) |                                  |
| 1979 (1992) | Pure Dixieland Eleven                                | àlbum d'estudi (instrumental) |                                  |
| 1987        | Harry Connick Jr.                                    | àlbum d'estudi (instrumental) |                                  |
| 1988        | 20                                                   | àlbum d'estudi (vocal)        |                                  |
| 1989        | When Harry Met Sally...                              | banda sonora                  | Premi Grammy                     |
| 1990        | We Are in Love                                       | àlbum d'estudi (vocal)        | Premi Grammy                     |
| 1990        | Lofty's Roach Souffle                                | àlbum d'estudi (instrumental) | Premi Grammy - nominació (cançó) |
| 1991        | Blue Light, Red Light                                | àlbum d'estudi (vocal)        | Premi Grammy - nominació         |
| 1991        | It Had to Be You                                     | àlbum recopilatori            | (Austràlia)                      |
| 1992        | 25                                                   | àlbum d'estudi (vocal)        |                                  |
| 1992        | Swing Time                                           | àlbum recopilatori            | (Japó)                           |
| 1993        | When My Heart Finds Christmas                        | àlbum d'estudi (vocal)        |                                  |
| 1993        | Forever for Now                                      | àlbum recopilatori            | (Austràlia/Europa)               |
| 1993        | France, I Wish You Love                              | àlbum recopilatori            | (França)                         |
| 1994        | She                                                  | àlbum d'estudi (vocal)        |                                  |
| 1996        | Star Turtle                                          | àlbum d'estudi (vocal)        |                                  |
| 1997        | To See You                                           | àlbum d'estudi (vocal)        |                                  |
| 1999        | Come by Me                                           | àlbum d'estudi (vocal)        | Premi Grammy - nominació         |
| 2001        | 30                                                   | àlbum d'estudi (vocal)        |                                  |
| 2001        | Songs I Heard                                        | àlbum d'estudi (vocal)        | Premi Grammy                     |
| 2002        | Thou Shalt Not                                       | banda sonora                  | Premi Tony - nominació           |
| 2003        | Other Hours: Connick on Piano, Volume 1              | àlbum d'estudi (instrumental) |                                  |
| 2003        | Harry for the Holidays                               | àlbum d'estudi (vocal)        |                                  |
| 2004        | Only You                                             | àlbum d'estudi (vocal)        | Premi Grammy - nominació         |
| 2005        | Occasion: Connick on Piano, Volume 2                 | àlbum d'estudi (instrumental) |                                  |
| 2006        | Harry on Broadway, Act I                             | banda sonora                  | Premi Grammy - nominació         |
| 2007        | Oh, My NOLA                                          | àlbum d'estudi (vocal)        |                                  |
| 2008        | What a Night! A Christmas Album                      | àlbum d'estudi (vocal)        |                                  |
| 2007        | Chanson du Vieux Carré : Connick on Piano, Volume 3  | àlbum d'estudi (instrumental) | Premi Grammy - nominació (cançó) |
| 2009        | Your Songs                                           | àlbum d'estudi (vocal)        | Premi Grammy - nominació         |
| 2011        | In Concert on Broadway                               | àlbum en viu                  |                                  |
| 2011        | Music from the Happy Elf: Connick on Piano, Volume 4 | àlbum d'estudi (instrumental) |                                  |
| 2013        | Smokey Mary                                          | àlbum d'estudi (vocal)        |                                  |
| 2013        | Every Man Should Know                                | àlbum d'estudi (vocal)        |                                  |
| 2015        | That Would Be Me                                     | àlbum d'estudi (vocal)        |                                  |

La seva música ha aparegut també en diverses bandes sonores:
- 1991: The Godfather Part III / Carmine Coppola - "Promise Me You'll Remember"
- 1993: Sleepless in Seattle - "A Wink and a Smile"
- 1994: The Mask - "(I Could Only) Whisper Your Name"
- 1996: One Fine Day - "This Guy's in Love with You"
- 1998: Kissing a Fool - "Learn to Love" i "We Are in Love" (surt a la pel·lícula, però no a la banda sonora)
- 2001: South Pacific - "Younger than Springtime", "You've Got to Be Carefully Taught" i "My Girl Back Home"

## Filmografia
| Any             | Títol                                           | Personatge                   | Notes                                                           |
| --------------- | ----------------------------------------------- | ---------------------------- | --------------------------------------------------------------- |
| 1990            | Memphis Belle                                   | Sergent Clay Busby           | pel·lícula                                                      |
| 1991            | El petit Tate (Little Man Tate)                 | Eddie                        | pel·lícula                                                      |
| 1992            | Cheers                                          | Russell Boyd                 | sèrie de TV; episodi "Diminished Rebecca with a Suspended Clif" |
| 1994            | Ghostwriter                                     | si mateix                    | sèrie de TV; episodi "What's Up with Alex?: Part 1"             |
| 1995            | Copycat                                         | Daryll Lee Cullum            | pel·lícula                                                      |
| 1996            | Independence Day                                | Capità Jimmy Wilder          | pel·lícula                                                      |
| 1997            | Excés d'equipatge (Excess Baggage)              | Greg Kistler                 | pel·lícula                                                      |
| 1997            | Action League Now!                              | Big Baby (veu)               | sèrie de TV; episodi "Rock-A-Big-Baby"                          |
| 1998            | Hope Floats                                     | Justin Matisse               | pel·lícula                                                      |
| 1999            | The Iron Giant                                  | Dean McCoppin (veu)          | pel·lícula                                                      |
| 1999            | Wayward Son                                     | Jesse Banks Rhodes           | pel·lícula                                                      |
| 2000            | My Dog Skip                                     | narrador                     | pel·lícula                                                      |
| 2000            | The Simian Line                                 | Rick                         | pel·lícula                                                      |
| 2001            | South Pacific                                   | Tinent Joseph Cable          | pel·lícula                                                      |
| 2001            | Life Without Dick                               | Daniel Gallagher             | pel·lícula                                                      |
| 2002-2006, 2017 | Will & Grace                                    | Leo Markus                   | sèrie de TV; 24 episodis                                        |
| 2003            | Basic                                           | Pete Vilmer                  | pel·lícula                                                      |
| 2004            | Mickey                                          | Glen Ryan (Tripp Spence)     | pel·lícula                                                      |
| 2005            | The Happy Elf                                   | Lil' Farley (narrador)       | pel·lícula                                                      |
| 2006            | Bug                                             | Jerry Goss                   | pel·lícula                                                      |
| 2007            | P.S. I Love You                                 | Daniel Connelly              | pel·lícula                                                      |
| 2008            | Living Proof                                    | Dr. Dennis Slamon            | pel·lícula                                                      |
| 2009            | Executiva amb problemes (New in Town)           | Ted Mitchell                 | pel·lícula                                                      |
| 2011            | La gran aventura del dofí Winter (Dolphin Tale) | Clay Haskett                 | pel·lícula                                                      |
| 2012            | Law & Order: Special Victims Unit               | Executive A.D.A. David Haden | sèrie de TV; 4 episodis                                         |
| 2013            | Angels Sing                                     | Michael Walker               | pel·lícula                                                      |
| 2014            | Dolphin Tale 2                                  | Clay Haskett                 | pel·lícula                                                      |
| 2017            | Kevin Can Wait                                  | si mateix                    | sèrie de TV; episodi "Kenny Can Wait"                           |

També ha aparegut en els següents programes de televisió:
- 2008: This Old House (episodi "New Orleans Project: Part 1")
- 2009: Hey Hey It's Saturday: The Reunion - jutge convidat
- 2009: Australian Idol - jutge convidat
- 2010: American Idol - jutge convidat
- 2013: American Idol - jutge convidat
- 2014-2016: American Idol - jutge (temporades 13 a 15, amb Jennifer Lopez i Keith Urban)
- 2015: Repeat After Me (1 episodi)
- 2016–2018: Harry - presentador del seu propi programa

## Guardons
Premis
- 2002: Grammy al millor àlbum de pop vocal tradicional per Songs I Heard

Nominacions
- 1992: Grammy al millor àlbum de pop vocal tradicional per Blue Light, Red Light
- 2000: Grammy al millor àlbum de pop vocal tradicional per Come by Me
- 2005: Grammy al millor àlbum de pop vocal tradicional per Only You
- 2010: Grammy al millor àlbum de pop vocal tradicional per Your Songs
- 2012: Grammy al millor àlbum de pop vocal tradicional per In Concert on Broadway